# 佳山隆生
佳山 隆生（かやま りゅうせい、1963年5月31日 - ）は、日本のペン画家・水彩画家、ネームポエム作家、ラジオパーソナリティ。大阪府守口市出身。血液型はAB型。
大阪府立八尾高等学校（高校34期生）卒業。関西大学経済学部卒業。
- 1993 - 1994年 河内描友会所属
- 2003年 もりかどスケッチ振興会主宰
- 2003年3月〜 「新日本保険新聞」連載開始
- 2004年3月〜 FM HANAKO「全員集合井戸端倶楽部」レギュラー出演
- 2004年4月〜 FMマザーシップ「元気な街づくり」パーソナリティ
- 2004年11月〜 「ミサワホーム大阪」住宅展示場にてミニギャラリー開始
- 2005年10月〜 FM HANAKO「とびっきりサンデー」パーソナリティ（継続中）
- 2006年8月 「くるみるく」（佐藤くるみ／新風舎）装丁画・挿絵担当書籍発売
- 2008年9月 第3回佳山隆生　京都スケッチ展開催
- 2009年9月 水都大阪2009　水辺の文化座にてぬり絵のワークショップ主催

（水都大阪2009公式アーティスト）
- 2010年8月 IWF インターナショナル・ワークショップ・フェスティバル講師
- 2010年11月 総合フェスタ2010　かんたん絵手紙塾講師

## ラジオ出演
- とびっきりサンデー（エフエムもりぐちパーソナリティー）